# ديسك الظهر
✦ ديسك الظهر: أسبابه، مخاطره، وعلاجه
❖ مقدمة
يُعد ديسك الظهر أو ما يُعرف طبيًا بـ “الانزلاق الغضروفي” (Herniated Disc) أحد أبرز أسباب آلام العمود الفقري التي تُصيب مختلف الفئات العمرية، لا سيّما من تتطلب أعمالهم الجلوس أو الانحناء لفترات طويلة. وهو حالة مرضية تحدث عندما تنزلق إحدى الأقراص الغضروفية بين الفقرات، مما يؤدي إلى الضغط على الأعصاب المحيطة، وقد يتسبب ذلك بآلام شديدة وتقييد في الحركة.
❖ ما هو ديسك الظهر؟
يتكوّن العمود الفقري من فقرات يفصل بينها أقراص غضروفية، تعمل كممتصات للصدمات وتسهل حركة الفقرات. في حال تمزّق الجزء الخارجي من هذه الأقراص، يندفع الجزء الداخلي (الهلامي) منها إلى الخارج، ويضغط على الأعصاب الشوكية القريبة، مما يسبب ما يُعرف بـ “الانزلاق الغضروفي” أو “الديسك”.
❖ أسباب الإصابة بديسك الظهر
•	الجلوس الخاطئ لفترات طويلة، خصوصًا أمام الحاسوب أو الهاتف المحمول.
•	رفع الأشياء الثقيلة بطريقة خاطئة.
•	ضعف العضلات الداعمة للعمود الفقري، خصوصًا عضلات البطن والظهر.
•	التقدّم في السن، إذ تفقد الأقراص الغضروفية مرونتها ورطوبتها.
•	زيادة الوزن، حيث يزداد الضغط على الفقرات.
•	القيام بحركات مفاجئة أو انحناءات حادة.

❖ الأعراض الشائعة لديسك الظهر
•	ألم في أسفل الظهر يمتد إلى الساق (عرق النسا).
•	تنميل أو خدر في الأرجل أو الأصابع.
•	ضعف في العضلات، خصوصًا في الساق أو القدم.
•	ألم يزداد عند الجلوس أو العطس أو السعال.
•	صعوبة في الوقوف أو المشي لفترات طويلة.
❖ مخاطر ديسك الظهر
إذا تُرك ديسك الظهر دون علاج مناسب، قد تتفاقم الحالة وتؤدي إلى:
•	تلف دائم في الأعصاب إذا استمر الضغط عليها لفترة طويلة.
•	فقدان الإحساس أو الحركة في المناطق التي يغذيها العصب المصاب.
•	اضطرابات في التحكم بالمثانة أو الأمعاء (في الحالات المتقدمة)، وهي حالة طارئة تتطلب تدخلًا جراحيًا فوريًا.
•	تقييد النشاط اليومي وتدهور جودة الحياة.
❖ طرق التشخيص
يعتمد الطبيب على:
•	الفحص السريري لتحديد موضع الألم والضعف العضلي.
•	أشعة الرنين المغناطيسي (MRI) لتحديد موقع الانزلاق بدقة.
•	الأشعة السينية لاستبعاد الأسباب الأخرى.
•	التصوير الطبقي المحوري (CT scan) في بعض الحالات.
•	تخطيط الأعصاب إذا استمرت الأعراض لفترة طويلة.
❖ العلاج
أولاً: العلاج التحفظي (غير الجراحي)
وهو الخطوة الأولى في معظم الحالات، ويتضمن:
•	الراحة النسبيّة وتجنب الحركات المؤلمة.
•	تناول مسكنات الألم ومضادات الالتهاب.
•	العلاج الفيزيائي (الطبيعي) لتقوية عضلات الظهر وتحسين المرونة.
•	الكمادات الساخنة أو الباردة حسب الحالة.
•	الحقن الموضعي بالكورتيزون لتخفيف الالتهاب في الحالات المتقدمة.
ثانيًا: العلاج الجراحي
يُوصى به فقط إذا:
•	لم يتحسن المريض بعد 6–12 أسبوعًا من العلاج المحافظ.
•	وجود ضعف عضلي شديد.
•	فقدان السيطرة على المثانة أو الأمعاء.
تشمل العمليات:
•	استئصال الجزء المنزلق من الديسك.
•	استبدال القرص الغضروفي.
•	دمج الفقرات في بعض الحالات المزمنة.
❖ الوقاية من ديسك الظهر
•	اتباع الوضعية الصحيحة أثناء الجلوس والوقوف.
•	ممارسة الرياضة بانتظام لتقوية عضلات الظهر والبطن.
•	تجنب رفع الأشياء الثقيلة أو رفعها بطريقة صحيحة (عن طريق ثني الركبتين وليس الظهر).
•	الحفاظ على وزن صحي.
•	استخدام فرشة نوم مريحة وداعمة للعمود الفقري.
❖ الخلاصة
ديسك الظهر مشكلة صحية شائعة، لكنها قابلة للسيطرة إذا شُخّصت وعولجت بشكل مبكر. يُعتبر الوعي بأسباب المرض، والالتزام بالعلاج، واتباع أسلوب حياة صحي من أهم العوامل التي تقي من تطور الانزلاق الغضروفي وتساعد على التعافي التام.